# 程星龄
程星龄（1900年—1987年），男，湖南醴陵人，中国政治人物，曾任中华人民共和国全国政协常委、湖南省政协主席、湖南省人民政府副主席，湖南省人民委员会副省长。

## 生平
程星龄早年进入湖南省立第一师范学习，1921年考入北京大学。1927年，其任国民革命军第八军第一师政治部宣传科长，参加北伐，后与中国共产党合作，支持国共第一次合作。1937年赴福建任福安县县长，1941年任广西省政府顾问。1945年8月，因“杨潮案”受牵连，关押于重庆、台湾。1947年1月，经程潜、刘斐等保释，并于次年回湘，代程潜起草备忘录，组织策划陈明仁起义。
1949年10月，其应邀参加中华人民共和国开国大典。之后历任湖南省人民政府副主席兼文教委员会主任、副省长兼体育运动委员会主任等职，以及第二届全国政协常务委员、第五届全国政协常务委员、第六届全国政协常务委员。1987年10月病逝，并被中共湖南省委追认为中国共产党党员。

## 家庭
程星龄是今中国大陆艺人张艺兴的曾外公。